# Корюковский сельсовет
Корюко́вский сельсовет — упразднённые административно-территориальная единица и муниципальное образование со статусом сельского поселения в Катайском районе Курганской области Российской Федерации.
Административный центр — село Корюково.

## История
В соответствии с Законом Курганской области от 6 июля 2004 года № 419 сельсовет наделён статусом сельского поселения.
Законом Курганской области от 20 сентября 2018 года N 88, в состав Ушаковского сельсовета были включены два села упразднённого Корюковского сельсовета.

## Население
| 1989 | 2002 | 2010 | 2012 | 2013 | 2014 | 2015 |
| ---- | ---- | ---- | ---- | ---- | ---- | ---- |
| 534  | ↘419 | ↘355 | ↘342 | ↘330 | ↘328 | ↗333 |
| 2016 | 2017 | 2018 | 2019 |      |      |      |
| ↗347 | ↘325 | ↘319 | ↘310 |      |      |      |

## Состав сельского поселения
| № | Населённый пункт | Тип населённого пункта       | Население |
| - | ---------------- | ---------------------------- | --------- |
| 1 | Корюково         | село, административный центр | ↘340      |
| 2 | Чуга             | посёлок                      | ↘15       |